# Thuellin
Thuellin is een plaats en voormalige gemeente in de Franse gemeente Les Avenières Veyrins-Thuellin in het departement Isère (regio Auvergne-Rhône-Alpes). 

## Geschiedenis
Tot 1973 was Thuellin een zelfstandige gemeente. Op 1 januari 1973 fuseerde de gemeente met Veyrins tot de gemeente Veyrins-Thuellin. Deze gemeente fuseerde op 1 januari 2016 met Les Avenières tot de huidige gemeente Les Avenières Veyrins-Thuellin.
Les Avenières · Thuellin · Veyrins